# Пряма демократія
Безпосередня демократія, пряма демократія, пряме народовладдя — сукупність форм організації державної влади, за якої основні рішення щодо управління справами суспільства й держави схвалюються безпосередньо всіма громадянами на референдумах, зборах тощо. 
Так само позначають форму демократії (народовладдя), за якої люди безпосередньо вирішують (наприклад, шляхом голосування, загальними зборами) політичні ініціативи.
Демократія як народовладдя тепер має дві загальновизнані форми — пряме (або безпосереднє) народовладдя та представницьке народовладдя.
- пряме народовладдя — безпосередня участь громадян у вирішенні державних справ (прийняття рішення на референдумі, вирішення питань на загальних зборах тощо);
- представницьке народовладдя — вирішення державних питань представницькими органами (парламентом, місцевими Радами тощо), управління державними справами не безпосередньо, а через обраних депутатів парламенту чи місцевого представницького органу.

## Інститути прямої демократії
1. Референдум — голосування населення із метою вирішення найважливіших питань державного та суспільного життя.
Референдуми в Україні поділяються на всеукраїнські та місцеві.
Предметом всеукраїнського референдуму може бути: — затвердження Конституції України, її окремих положень та внесення до Конституції України змін і доповнень; — прийняття, зміна або скасування законів України або їх окремих положень; — прийняття рішень, які визначають основний зміст Конституції України, законів України та інших правових актів.
Предметом місцевого референдуму може бути: — прийняття, зміна або скасування рішень з питань, віднесених законодавством України до відання місцевого самоврядування відповідних адміністративно-територіальних одиниць; — прийняття рішень, які визначають зміст постанов місцевих Рад народних депутатів та їх виконавчих і розпорядчих органів.
2. Збори громадян — зібрання громадян з метою висловлення позиції та прийняття рішень консультативного (дорадчого) або обов'язкового характеру.
В Україні проявляються у вигляді громадських слухань, зібрань домоуправлінь, громадських зборів, мітингів, масових зібрань, доручень територіальної громади депутатам тощо.
Пряма демократія подібна до представницької демократії, однак і має відмінності від останньої, за якої люди голосують за представників, що потім вирішують політичні ініціативи.
Залежно від конкретної використовуваної системи, пряма демократія може полягати у прийнятті управлінських рішень, виборах шляхом жеребкування, прийнятті законів, безпосередньому обранні або звільненні чиновників і проведенні судових процесів. Дві провідні форми прямої демократії — це демократія участі та дорадча демократія.
Більшість країн, які є представницькими демократіями, допускають три форми політичної діяльності, які передбачають обмежену пряму демократію: референдум (плебісцит), публічні ініціативи (наприклад, нормотворчі), і відкликання посадової особи.
Референдуми можуть містити можливість проведення обов'язкового голосування щодо того, чи має бути даний закон відхилено. Це ефективно гарантує населенню, що має право голосу, можливість накладення вето на закон, прийнятий обраним законодавчим органом (однією з країн, що використовує цю систему є Швейцарія).
Ініціативи, які зазвичай висуваються членами широкої громадськості, примушують обраних представників до розгляду законів (як правило, з подальшим референдумом) без згоди або навіть попри опір останніх.
Відкликання дає громадськості владу усувати виборних посадових осіб з посади до закінчення строку їх повноважень, хоча це дуже рідко зустрічається в сучасних демократіях.
Автори з анархістськими поглядами стверджують, що пряма демократія виступає проти сильної центральної влади, оскільки прийняття владних рішень може перебувати тільки на одному рівні — безпосередньо у населення або центральної влади. Концепція прямої демократії надихнула деяких найважливіших сучасних мислитилів — таких, як Корнеліус Касторіадіс, Ганна Арендт, і П'єр Кластрес.

## Історія
Найбільш ранньою відомою прямою демократією вважається Афінська демократія 5-го століття до н. е., хоча вона не була всеохопною демократією: жінки, іноземці та раби були виключені з неї. Основними органами Афінської демократії були загальні збори, що складається з громадян чоловічої статі; Буль (рада), що складався з 500 громадян; і суди, які утворювались з величезної кількості присяжних, обраних за жеребом, за відсутності суддів. Афіни нараховували лише близько 30000 громадян чоловічої статі, однак кілька тисяч з них були політично активні кожного року, а більшість з них досить регулярно протягом багатьох років поспіль. Афінська демократія була прямою не тільки в тому сенсі, що рішення приймалися зборами людей, але також і в тому сенсі, що люди через збори, Буль і суди контролювали весь політичний процес і велика частина громадян були постійно залучена до публічних відносин. Сучасні демократичні держави не схожі на афінську систему.
Також актуальною є історія Стародавній Рим, зокрема Римська Республіка, починаючи десь приблизно з 509 р до н. е. Древня Римська республіка мала систему громадського законотворення чи громадського формування та прийняття закону, а також право громадського вето законодавчих актів. Багато істориків відзначають кінцем республіки прийняття закону з назвою Lex Titia, 27 листопада 43 р до н. е. Проте, Рим відображає багато аспектів демократії, як прямої так і непрямої, на всьому шляху від епохи Римської монархії до краху Римська імперія. Дійсно Сенат, сформований в перші дні міста, існував за часів Королівства, Республіки та Імперії, і продовжував існувати навіть після занепаду Західного Риму; і його структура та правила продовжують впливати на законодавчі органи в усьому світі.
Сучасна епоха громадського законотворення розпочалася в містах Швейцарії в 13-му столітті. У 1847 році, швейцарці додали «положення про референдум» до їх національної конституції. Незабаром вони виявили, що недостатньо мати тільки право вето щодо законів парламенту. У 1891 році вони додали «ініціативи внесення конституційних поправок». Швейцарські політики з 1891 року дали світові цінний досвід ініціатив конституційних поправок на національному рівні. За минулі 120 років, понад 240 ініціатив були винесені на референдум. Населення було консервативним, затвердивши лише близько 10 % цих ініціатив; крім того, вони часто робили вибір на користь версії ініціативи, доопрацьованої урядом. (Див. нижче Пряма демократії в Швейцарії).
Іншим прикладом є США, де, незважаючи на те, що останні є Федеративною республікою, де прямої демократії не існує на федеральному рівні, майже половина штатів (і багато населених пунктів) забезпечують спонсоровані громадянами виборчі ініціативи і переважна більшість штатів також мають або ініціативи та/або референдуми. (Див. нижче Пряма демократії в Сполучених Штатах).
Деякі з питань, пов'язаних зі спорідненими з прямою демократією поняттями, що стосуються використання Інтернету та інших комунікаційних технологій, розглядаються в електронній демократії і нижче під назвою «електронна пряма демократія». Концепція «управління (політики) відкритого коду» застосовує принципи руху вільного програмного забезпечення в управлінні людьми, що дозволяє залучити увесь народ до, безпосередньої участі в управлінні у більшій чи меншій мірі, залежно від бажання громадян.

## Приклади

### Стародавні Афіни
Афінська демократія розвинулася в грецькому місті-державі Афінах, що включає місто Афіни та навколишню територію Аттики, близько 500 р. до н. е. Афіни були однією з найперших відомих демократій. Інші грецькі міста застосовували демократію, і, хоча більшість наслідувало афінську модель, ні одна не була такою ж потужною, стабільною або добре задокументованою, як в Афінах. За безпосередньої демократії Афін громадяни не уповноважували представників голосувати від їх імені з питань законодавства та виконавчих рішень (як у США), а замість цього голосували особисто. Участь далеко не була відкритою, але групи учасників визначалися безвідносно до належності до економічних класів і вони брали достатньо широку участь. На громадську думку виборців впливала політична сатира комічних поетів у театрах.
Солон (594 до н. е.), Клісфен (508-7 до н. е.), і Ефіальт (462 до н. е.) сприяли розвитку афінської демократії. Історики розходяться в тому, хто з них був відповідальний за який інститут, і хто з них найбільш представляв справді демократичний рух. Зазвичай афінську демократію відраховують від Клісфена, відтоді як устрій Солона був повалений та змінений тиранією Пейсістратуса (Пісістратуса), в той час як Ефіальт переглянув конституцію Клісфена відносно мирно. Гиппарх, брат тирана Гіппія, був убитий Гармодіусом і Аристогейтоном, які згодом були вшановані афінянами за нібито відновлення афінської свободи.
Найславетнішим і найтривалішим демократичним лідером був Перикл; після його смерті, афінська демократія була двічі перервана олігархічними революціями наприкінці Пелопоннеської війни. Вона була трохи змінена після свого відновлення за часів Eucleides; найдокладніші описи цієї модифікації 4-го століття, а не щодо системи Перикла. Вона була придушена македонцями в 322 до н. е. Афінські установи були пізніше відроджені, але ступінь їх реальної демократичності є предметом дискусії.

### Швейцарія
Пряма демократія існує тільки в швейцарських кантонах Аппенцелль, Іннерроден і Гларус. Швейцарська Конфедерація це напівпряма демократія (представницька демократія з інструментами прямої демократії).
Більшість західних країн мають представницькі системи. Швейцарія рідкісний приклад країни з інструментами прямої демократії (на рівні міст, кантонів і федерації). Громадяни мають більше влади, ніж за представницької демократії. На федеральному рівні, громадяни можуть пропонувати зміни до Конституції (федеральна народна ініціатива) або ініціювати референдуму щодо будь-якого закону парламенту. У період з січня 1995 року і червні 2005 року громадяни Швейцарії проголосували 31 раз зі 103 питань. За той же період, французькі громадяни брали участь лише у двох референдумах.
У Швейцарії, простої більшості голосів достатньо для містечка, міста та рівня кантону, але на федеральному рівні з конституційних питань необхідна подвійна більшість.
Подвійна більшість вимагає схвалення більшістю голосуючих осіб, а також більшістю кантонів. Таким чином, у Швейцарії запропонована громадська поправка до федеральної Конституції (тобто ініціатива) не може бути прийнята на федеральному рівні, якщо її схвалює більшість людей, але не схвалює більшість кантонів. Для референдумів або пропозицій в загальних рисах (як принцип загального перегляду Конституції) більшості з таких голосувань достатньо (Швейцарська конституція 2005 року).
У 1890 році, коли громадянське суспільство та уряд обговорювали ідеї національної громадської законотворчості у Швейцарії, від Конгресу Сполучених Штатів, в якому Палата представників представляє населення, а Сенат представляє штати було сприйнято ідею подвійної більшості. На думку їх прихильників, такий широко легітимний підхід до національної громадянської законотворчості був дуже успішним. Кріс Кобач стверджує, що у зв'язку з цим Швейцарії вдалося досягти тандему соціального і економічного успіхів, який мають лише кілька інших країн. Кобач стверджує, що «надто часто спостерігачі вважають Швейцарію дивною серед політичних систем. Однак доцільніше розглядати її як піонера». Нарешті, політична система Швейцарії, включаючи її прямі демократичні методи в контексті багаторівневого управління, стає все більш і більш цікавою для дослідників інтеграції в Європейському Союзі.

### Сполучені Штати
Пряма демократія не була тим, що творці Конституції Сполучених Штатів передбачили для нації. Вони побачили небезпеку в тиранії більшості. В результаті, вони віддали перевагу представницькій демократії у формі конституційної республіки перед прямою демократією. Наприклад, Джеймс Медісон, в Федералісті № 10 висловлюється на користь конституційної республіки і проти прямої демократії з огляду саме на захист людини від волі більшості. Він каже,
«Ті, хто має, і ті, хто не має власності, несуть різні інтереси у суспільстві. Ті, хто є кредиторами, та ті, хто є боржники, підпадають під щось подібне дискримінації. Інтерес землевласників, інтерес виробників, інтерес торговців, грошовий інтерес, з багатьма іншими меншими інтересами, зумовили відповідні потреби в цивілізованих націй і розділили їх на різні класи, якими рухають різні почуття й погляди. Регулювання цих різноманітних і суперечливих інтересів формує принципове завдання сучасного законодавства, і привносить дух незгоди в необхідні і звичайні дії уряду.
[…]
Чиста демократія, під якою я маю на увазі суспільство, що складається з невеликого числа громадян, які збираються і здійснюють управління особисто, може не знайти засобів від лиха незгоди. Звичайна пристрасть або інтерес буде відчуватися більшістю, і не буде нічого, щоб стримало принаду принести в жертву слабшу сторону. Звідси випливає, що така демократія ніколи не буде сумісною з особистою безпекою або правом власності; і, загалом, буде настільки короткочасною, наскільки нестямною.»}}
Джон Уізерспун, один із підписантів Декларації незалежності, сказав: «Чиста демократія не може існувати довго, ні поширюватись далеко у межах держави — вона дуже схильна до капризу і безумства народного гніву». Олександр Гамільтон сказав: "Така чиста демократія була б практично найдосконалішим управлінням, якби це було можливо. Досвід показав, що не існує положень більше помилкових, аніж це. Стародавні демократії, в яких люди курували самі, ніколи не володіли жодними хорошими ознаками влади. Їхньою справжньою рисою була тиранія, їхніми наслідками — виродження.
Соціолог Макс Вебер вважав, що будь-яка масова демократія йде в цезаристському напрямку. Професор права Ґерхард Каспер пише: «Вебер використав цей термін, щоб підкреслити, серед іншого, плебісцитарний характер виборів, зневагу до парламенту, недопустимість автономних повноважень всередині уряду та неспроможність залучати або допускати незалежних політичних мислителів».
Незважаючи на наміри творців, на початку існування республіки, вибори та референдуми широко використовувалися на рівні штатів і нижче. Існує багато судових прецедентів на федеральному рівні та рівні штатів в період з початку 1900-х років до 1990-х, які захищають права людей стосовно кожного з компонентів прямої демократії (Маглебі, 1984, і Ціммерман, 1999). Першим з таких рішень є рішення Верховного суду Сполучених Штатів на користь громадської законотворчості у справі Pacific States Telephone and Telegraph Company v. Oregon, 223 U.S. 118 у 1912 р. (Zimmerman, December 1999). Президент Теодор Рузвельт у своєму посланні до конституційного конвенту Огайо 1912 року «Хартія демократії» заявив: «Я вірю в ініціативи і референдум, які повинні бути використаними не для того, щоб зруйнувати представницьку владу, а для того, щоб виправляти її, коли вона стає нерепрезентативною».
У різних штатах референдуми, через які населення здійснює управління включають:
1. — звернення (Referrals) законодавців до народу, щодо «запропонованих конституційних змін» (конституційно використовується в 49 штатах, за винятком тільки Делаверу — Інститут ініціатив і референдуму, 2004);
2. — звернення законодавців до народу, щодо «запропонованих законів Штату» (конституційно, використовуваних у всіх 50 штатах — Інститут ініціатив і референдуму, 2004);
3. — ініціювання конституційних поправок — це конституційно визначена процедура подання конституційного законопроєкту, положення якого, у разі успіху, вносять прямо до конституції штату. Оскільки, конституційний закон не може бути змінений законодавчими органами штатів, цей елемент прямої демократії надає населенню автоматичну перевагу і суверенітет, над представницькою владою (Магелбі, 1984). Він використовується на рівні штатів у дев'ятнадцяти штатах: Аризона, Арканзас, Каліфорнія, Колорадо, Флорида, Іллінойс, Луїзіана, Массачусетс, Мічиган, Міссісіпі, Міссурі, Монтана, Небраска, Невада, Північна Дакота, Огайо, Оклахома, Орегон і Південна Дакота (Cronin, 1989). Серед цих штатів, існують три основних типи ініціатив щодо внесення конституційних поправок, з різним ступенем залучення до процесу законодавчих зборів штату залежно від типу (Zimmerman, грудень 1999 року);
4. — Законодавчі ініціативи — це конституційно визначена процедура подання конституційного закону, положення якого, у разі успіху, вносять прямо до конституції штату . Статут ініціативи використовується на рівні штатів у двадцяти одному штаті: Аляска, Аризона, Арканзас, Каліфорнія, Колорадо, Айдахо, Мен, Массачусетс, Мічиган, Міссурі, Монтана, Небраска, Невада, Північна Дакота, Огайо, Оклахома, Орегон, Південна Дакота, Юта, Вашингтон і Вайомінг (Cronin, 1989). Відзначимо, що в штаті Юта, немає конституційного положення для громадян законотворчості. У більшості штатів, немає спеціального захисту для законів розроблених громадянами; Законодавча влада має повноваження змінювати їх
5. — законодавчий референдум — визначена в Конституції, ініційована громадянами процедура щодо накладення вето на весь або на частину законодавчого акту легіслатури, яке, у разі успіху, скасовує чинний закон. Він використовується на рівні штатів в двадцяти чотирьох штатах: Аляска, Аризона,Арканзас, Каліфорнія, Колорадо, Айдахо, Кентуккі, Мен, Меріленд, Массачусетс, Мічиган, Міссурі, Монтана, Небраска, Невада, Нью-Мексико, Північна Дакота, Огайо , Оклахома, Орегон, Південна Дакота, Юта, Вашингтон і Вайомінг (Cronin, 1989);
6. — відкликання — є конституційно визначеною, ініційованою громадянами процудурою, яка, у разі успіху, позбавляє посади виборну посадову особу, шляхом «відкликання» його обрання. Більшість штатів і суб-штатних юрисдикцій мають цей компонент управління, який зазвичай передбачає одночасне голосування за наступника особи, що відкликається, який займе посаду у випадку успішного відкликання. Він використовується на рівні штатів у дев'ятнадцяти штатах: Аляска, Аризона, Каліфорнія, Колорадо, Джорджія, Айдахо, Іллінойс, Канзас, Луїзіана, Мічиган, Міннесота, Монтана, Невада, Нью-Джерсі, Північна Дакота, Орегон, Род-Айленд, Вашингтон і Вісконсин (National Conference of Legislatures, 2011, Recall of State Official).

На даний час в цілому у 24 американських штатах є конституційно-визначені ініційовані громадянами інструменти прямої демократії (Zimmerman, грудень 1999 року). У Сполучених Штатах для прийняття рішення в рамках будь-якого з перелічених інструментів потрібна здебільшого лише разова проста більшість голосів.
Крім того, багато населених пунктів в США при застосуванні деякі з названих або всіх інструментів прямої демократії, а також щодо деяких інших ініціатив (наприклад, що стосуються підвищення податків), використовується порогова умова голосування кваліфікованою більшістю. Навіть у тих штатах, де інструменти прямі демократії обмежені або взагалі не існують на рівні штату, часто існують місцеві опитування для вирішення конкретних питань, таких, як, наприклад дозвіл на продажу алкоголю.
У регіоні США Нова Англія багато муніципалітетів (типу містечок) практикують дуже обмежену форму самоврядування, і вирішувати питання місцевого характеру за допомогою прямого демократичного процесу міських зборів.

## Трилема демократичних реформ
Теоретики демократії визначають трилему через наявність трьох бажаних характеристик ідеальної системи прямої демократії, які намагаються досягти всіх цілей одразу. Цими трьома характеристиками є співучасть — широка участь у процесі прийняття рішень людьми, яких воно зачіпає; обговорення — раціональна дискусія, де всі основні точки зору зважуються відповідно до доводів; і рівність — все населення території, на якій приймається рішення мають рівні шанси того, що їх думка буде врахована. Емпіричні дані з десятків досліджень припускають, що обговорення веде до кращого прийняття рішень. Найбільш широкою формою народного обговорення є пряма участь в референдумі щодо конституційних питань.
Однак, чим більше учасників, тим більше часу і грошей потрібно, щоб забезпечити хорошу якість дискусії з чіткими, нейтрально представленими думками. Також кожній окремій людині важко зробити істотний внесок в обговорення, коли використовується велика кількість учасників.
Для забезпечення поваги до принципу політичної рівності при прийнятті рішень, або кожен повинен брати участь в обговоренні, або має бути представлена випадкова вибірка людей, обраних для участь в обговоренні. У визначенні, яке використовується вченими, такими як Джеймс Фішкін, дорадча демократія є формою прямої демократії, яка задовольняє вимоги щодо обговорення та рівності, але не передбачає залучення всіх, хто хоче бути залученим до обговорення.
Демократія участі, за визначенням Фішкіна, дозволяє всебічну участь та обговорення, але за рахунок жертви рівністю. Тому що, якщо допускається широка участь, рідко будуть достатні ресурси, для здійснення компенсації людям, які жертвують свій час на участь в обговоренні. Так, представником, як правило, стає той, хто має великий інтерес у вирішенні відповідного питання, і відтак часто він не буде представляти широкі маси населення. Фішкін натомість стверджує, що випадкова вибірка повинна використовуватися для вибору невеликої, але все ще репрезентативної кількості людей від широкої громадськості.
Фішкін визнає, що можна уявити собі систему, яка переступає межі трилеми, але це потребуватиме дуже радикальних реформ, якщо така система буде інтегрована у велику політику. Певною мірою рух Occupy намагався створити систему, яка задовольняє всім трьом бажаним вимогам відразу, але натомість отриману систему широко критикували за повільність і громіздкість.

## Електронна пряма демократія
Електронна пряма демократія (ЕПД), також відома як пряма цифрова демократії (ПЦД) , є формою прямої демократії, яка використовує телекомунікації для сприяння участі громадськості у вирішенні загальних питань. Електронну пряму демократію іноді називають такими термінами, як управління відкритого коду чи спільне управління.
ЕПД вимагає електронного голосування або певної електронної реєстрації голосів з вирішення питань. Як і в будь-якій прямій демократії, в ЕПД, громадяни мають право голосувати з питань законодавства, пропонувати нове законодавство і відкликати представників (якщо такі представники збереглися).
Технології для підтримки ЕПД були досліджені та розроблені у Технологічному інституті Флориди, де вони використовуються студентськими організаціями. Численні проєкти з розробки програмного забезпечення розвиваються разом з багатьма підтримуючими та пов'язаними проєктами. Деякі з цих розробок в даний час співпрацюють в крос-платформній архітектурі під егідою проєкту Метауряд. Several of these projects are now collaborating on a cross-platform architecture, under the umbrella of the Metagovernment project.
ЕПД як система не реалізована повністю в політичній владі у жодному місці у світі, хоча кілька ініціатив в даний час формується. Росс Перо був видатним прихильником ЕПД, коли він виступав за «електронні ратуші» під час його президентської кампанії в США в 1992 і 1996. Швейцарія, яка вже частково управляється прямою демократією, робить успіхи в запровадженні такої системи.
Сенатор онлайн, австралійська політична партія, яка балатувалася до Сенату на федеральних виборах 2007 року, запропонувала заснувати систему ЕПД, яка б дозволила австралійцям вирішувати, який чином сенатори мають голосувати за той чи інший законопроєкт. Аналогічна ініціатива була сформована 2002 року в Швеції, де партія «Активна демократія», що балотується до шведського парламенту, пропонує своїм членам право визначати дії партії стосовно всіх або деяких сфер рішень або, альтернативно, використовувати повноваження для негайного відкликання в одній або декількох сферах. З початку 2011 року ЕПД-партії працюють разом у Participedia вікі E2D.
Першою основною партією прямої демократії, яка була зареєстрована у виборчій комісії якоїсь країни є британська партія Народна Адміністрація Прямої Демократії (People's Administration Direct Democracy Party). Ця партія розробила і опублікувала повну схему законодавчого впровадження реформи ЕПД [в тому числі необхідної парламентської реформи]. Заснована музикантами і політичними активістами, Народна Адміністрація виступає за використання інтернету та телефонії для забезпечення більшості виборців можливостей створювати, пропонувати і голосувати з усіх політичних питань. Проєкт Народної Адміністрації публікувався в різних формах починаючи з 1998 року. Народна Адміністрація — є першою у світі партією прямої демократії, зареєстрованою у форматі, що дозволяє голосувати.

## Відносини з іншими рухами
Анархісти виступають за форми безпосередньої демократії в ролі альтернативи централізованій державі і капіталізму; однак, інші (наприклад, індивідуалістичні анархісти) критикували пряму демократію і демократію в цілому за ігнорування прав меншості, а замість цього виступали за форму консенсусу. Лібертаріанські марксисти, однак, повністю підтримують пряму демократію у вигляді пролетарської республіки і розглядають правління більшості та участі громадян як цінність. Ліга молодих комуністів США, зокрема, відноситься до представницької демократії як «буржуазної демократії», маючи на увазі, що «істинну демократії» вони бачать пряму демократію.

## У школах
Демократична школа — це школа, яка зосереджується на наданні демократичного освітнього середовища за принципом «повної і рівної» участі студентів і викладачів. Таке середовища позиціонує молодь основним учасником процесу шляхом безпосереднього залучення студентів у кожному аспекті — навчання, викладання, керівництва, розглядання спорів та демократії. Викладацький склад підтримує студентів пропонуючи допомогу у відповідності з інтересами учнів.
Модель демократичної освіти Садбері управляється за допомогою шкільних зборів, де на рівних засадах беруть участь винятково студенти і співробітники.
Школа Саммерхілл в Англії використовує пряму демократію для прийняття рішень протягом понад 90 років, і, як наслідок, часто вступає у конфлікт з урядом Великої Британії. Школа виграла апеляцію до Вищого суду в 1999 році після того, як була під загрозою закриття. Прийнятим рішенням суд підтвердив, що: «Міністр визнає, школа має право на свою власну філософію, і що будь-яка перевірка має брати до уваги її цілі як міжнародної „вільної“ школи … обидві сторони сторони офіційно визнали, що учнівський голос має бути повною мірою представлений у будь-якій оцінці якості освіти в Саммерхілл, і що інспекції повинні взяти до уваги ширше розуміння навчання в школі — яке не обмежується суто заняттями».

## Сучасні рухи
Деякі сучасні рухи обстоюють ідеї прямої демократії та практикують її, серед них:
1. Abahlali baseMjondolo — південно-африканський рух мешканців халуп.
2. Aktivdemokrati — політична партія електронної демократії Швеції.
3. Autonomous Action — російський лібертаріанський комуністичний і анархістський рух.
4. Change 2011 — фінська політична партія.
5. ¡Democracia Real YA! — Реальна демократія ЗАРАЗ! Рух, що почався в Іспанії.
6. Democracy International eV.
7. Demoex — партія прямої демократії у Швеції.
8. Direct Democracy Ireland (Ірландії).
9. Direct Democracy Party of New Zealand (Партія прямої демократії Нової Зеландії).
10. Direct Democracy (Poland) — польська політична партія сприяння прямій демократії, створена у 2012.
11. Direktdemokraterna; союз трьох орієнтованих на пряму демократію партій у Швеції, який отримав 3000 голосів на виборах 2014 р..
12. Europe of Freedom and Direct Democracy (Європа свободи і прямої демократії).
13. Федеративна Демократична партія Уганди — виступає за пряму демократію. Симон Пітер Кабала-Касір'є, засновник партії, повідомляє, що кожен з штатів Уганди повинен практикувати чисту демократію і спрямовувати результати своїх обговорень центральному уряду, який не має жодних повноважень, щоб змінити результат обговорень (наприклад, для Бугандського Королівського Федерального штату має значення, що Карамоджа Федеральний штат може не погодитися з ним, і навпаки, але жоден не може змінити результат обговорень в будь-якому штаті).
14. Inclusive Democracy — проєкт Такіса Фотопоулоса, який в тому числі видає Journal of Inclusive Democracy.
15. Internet Party — зареєстрована в Іспанії партія, яка пропонує систему ліквідної (делегативної) демократії.
16. Land Party — селянська партія прямої демократії в Галіції, Іспанія.
17. Проєкт Metagovernment — глобальна парасолькова група підтримки розвитку та впровадження програмного забезпечення інтернет-управління.[41]
18. myDirectDemocracy project — глобальні і локальні групи, що розробляють нові права і свободи людей.
19. Національна ініціатива за демократію — рух у Сполучених Штатах на чолі з колишнім сенатором США Майком Гравелом, щодо просування національних виборчих ініціативи.
20. Occupy Movement та Occupy Wall Street (Рухи «Займай» і «Займай Уолл-стріт»).
21. Online Party of Canada (Інтернет партія Канади) — електронна партія прямої демократії (на стадії реєстрації) в Канаді.
22. Partido de la Red — партія в Аргентині, що розбудовує рівновагу між прямою і представницькою демократією.
23. Партія інтернет-демократії — партія прямої демократія в Угорщині.
24. People's Administration Direct Democracy Party(Партія народної адміністрації прямої демократії).
25. Pirate Party (Піратська партія).
26. Senator On-Line — електронна партія прямої демократії в Австралії.
27. Thrive New Zealand (Процвітання Нової Зеландії) — політична партія, яка базується у Новій Зеландії і пропагує пряму демократію з використанням он-лайн інструменту з назвою «Реальний голос».

## Використані джерела
- Cary, M.; Scullard, H. H. (1967). A History Of Rome: Down To The Reign Of Constantine (вид. 2nd). New York: St. Martin's Press.
- Elster, Jon (1998). Introduction. У Elster, Jon (ред.). Deliberative Democracy. Cambridge Studies in the Theory of Democracy. Cambridge University Press. ISBN 9780521592963. {{cite book}}: |url-access= вимагає |url= (довідка)
- Fishkin, James S. (2011). When the People Speak. Oxford University Press. ISBN 9780199604432.
- Golay, Vincent (2008). Swiss Political Institutions. Illustrated by Mix & Remix. Le Mont-sur-Lausanne: Éditions loisirs et pédagogie. ISBN 9782606012953.
- Gutmann, Amy; Thompson, Dennis F. (2004). Why Deliberative Democracy?. Princeton: Princeton University Press. ISBN 9780691120188. Процитовано 8 квітня 2014.
- Kobach, Kris W. (1993). The Referendum: Direct Democracy In Switzerland. Dartmouth Publishing Company. ISBN 9781855213975.
- Raaflaub, Kurt A.; Ober, Josiah; Wallace, Robert W. (2007). Origins of Democracy in Ancient Greece. Berkeley: University of California Press. ISBN 9780520932173.
- Ross, Carne (2011). The Leaderless Revolution: How Ordinary People Can Take Power and Change Politics in the 21st Century. London: Simon & Schuster. ISBN 9781847375346.
- Stokes, Susan C. (1998). Pathologies of Deliberation. У Elster, Jon (ред.). Deliberative Democracy. Cambridge Studies in the Theory of Democracy. Cambridge University Press. ISBN 9780521592963. {{cite book}}: |url-access= вимагає |url= (довідка)
- Watts, Duncan (2010). Dictionary of American Government and Politics. Edinburgh University. с. 75. ISBN 9780748635016.
- Zagarri, Rosemarie (2010). The Politics of Size: Representation in the United States, 1776-1850. Cornell University. ISBN 9780801476396.
- Нестерович В. Ф. Конституційно-правові засади інституту лобіювання: зарубіжний досвід та перспективи для України: Монографія / В. Ф. Нестерович. Луганськ: РВВ ЛДУВС імені Е. О. Дідоренка, 2010. 752 с.
- Нестерович В. Ф. Виборче право України: Підручник / В. Ф. Нестерович. Київ: Видавництво Ліра-К, 2017. 504 с.
- Нестерович В. Ф. Поняття та види народного вето у контексті сучасних конституційно-правових трансформацій / В. Ф. Нестерович. Право і суспільство. 2016. № 3(1). С. 27-33.